# Niepełka
Niepełka – staropolskie imię męskie, złożone z dwóch członów: nie- (negacja) i -pełka ("pułk"). Być może oznaczało "tego, kto walczy samotnie" albo powstało przez negację imion z członem -pełk (takich, jak Przedpełk albo Świętopełk).
Niepełka imieniny obchodzi 4 czerwca.